# Conophyma olsufjevi
Conophyma olsufjevi är en insektsart som beskrevs av Leo L. Mishchenko 1937. Conophyma olsufjevi ingår i släktet Conophyma och familjen Dericorythidae. Inga underarter finns listade i Catalogue of Life.